# Dale Evans
Dale Evans es el nombre artístico de Lucille Wood Smith (31 de octubre de 1912-7 de febrero de 2001) fue una escritora, estrella de cine y cantautora estadounidense. Fue la tercera mujer del actor de western Roy Rogers.

## Biografía

### Vida familiar
Nacida Lucille Wood Smith en Uvalde, Texas, su nombre fue cambiado en su infancia a  Frances Octavia Smith. Tuvo unos primeros años un tanto tumultuosos, ya que a los 14 años se fugó con su primer marido, Thomas F. Fox. Tuvo un hijo, Thomas F. Fox, Jr. cuando tenía tan sólo 15 años. Divorciada en 1929 con 17 años, se casó con August Wayne Johns ese mismo año. Este matrimonio duró hasta que se divorciaron, en 1935. A principios de los años 30 adoptó el seudónimo Dale Evans para promocionar su carrera como cantante. Se casó entonces con su acompañante y arreglista musical Robert Dale Butts, en 1937. En la Nochevieja de 1947 se casó con Roy Rogers en el Flying L Ranch, en Davis, Oklahoma. Este era el tercero matrimonio del actor, y el cuarto de ella. Juntos tuvieron 2 niños y vivieron felizmente casados durante 51 años, hasta que en 1998 Rogers murió. Dos años y medio después, Dale murió por una insuficiencia cardíaca.

### Vida profesional
Conocida en EE. UU. como la gran reina del Lejano Oeste, empezó en el mundo del espectáculo como cantante en una emisora de radio y no tardó en ser vocalista de diversas big bands con las que cantaba en clubes y hoteles. En 1943 debutó en el cine con un pequeño papel en el filme musical Viudas del Jazz, de Archie Mayo, y en 1944 después de que un productor la escuchara en el musical Oklahoma, fue contratada como pareja del por aquel entonces popular actor y cantante Roy Rogers, conocido en América como el rey de los cowboys. Protagonizaron juntos 28 películas musicales del oeste antes de contraer matrimonio. Tuvieron un programa propio de televisión, The Roy Rogers Show (1950-1957), traducido a muchos idiomas, y participaron en numerosos espectáculos, realizando giras por América y Europa. Tenían 2000 clubes de admiradores repartidos por todo el mundo, y, junto al caballo Trigger, formaron parte del folclore americano. Por su contribución a la radio estadounidense, Dale Evans tiene una estrella en el Paseo de la fama de Hollywood en 6638 Hollywood Blvd. Además, en California existe un museo que lleva el nombre de Dale Evans y su esposo Roger.